# Семёнов, Анатолий Владимирович
Анатолий Владимирович Семёнов (25 января 1938 — 16 августа 2015, Москва, Россия) — советский и российский актёр театра МХТ им. М. Горького, народный артист Российской Федерации (1998).

## Биография
В 1963 году окончил Школу-студию МХАТ и был принят в труппу МХАТа.
Был режиссёром-постановщиком спектаклей, которые с шли на Малой сцене МХАТ им. М. Горького.
Был актером МХАТа имени М. Горького под руководством Татьяны Дорониной.
Написал сценарии к остросюжетным фильмам «Глухомань» и «Преступление не будет раскрыто».
Умер в 2015 году. Похоронен на Котляковском кладбище.

## Награды
- Заслуженный артист РСФСР (1991)
- Народный артист России (1998)
- Орден Почёта (2007)[2]